# Martti Talja
Martti Talja, född 29 juli 1951 i Lahtis, är en finländsk läkare och politiker (Centern). Han är ledamot av Finlands riksdag sedan 2015. Talja är specialläkare och har erhållit professors namn.
Talja blev invald i riksdagen i riksdagsvalet 2015 med 3 941 röster från Tavastlands valkrets.